# Пор (Тренто)
Пор је насеље у Италији у округу Тренто, региону Трентино-Јужни Тирол.
Према процени из 2011. у насељу је живело 140 становника. Насеље се налази на надморској висини од 716 м.